# Ерсинский сельсовет
Ерсинский сельсовет — административно-территориальная единица и муниципальное образование со статусом сельского поселения в Табасаранском районе Дагестана Российской Федерации.
Административный центр — село Ерси.

## Население
| 2002  | 2010  | 2012  | 2013  | 2014  | 2015  | 2016  |
| ----- | ----- | ----- | ----- | ----- | ----- | ----- |
| 2987  | ↘2259 | ↘2194 | ↘2143 | ↘2097 | ↘2009 | ↘1963 |
| 2017  | 2018  | 2019  | 2020  | 2021  | 2023  | 2024  |
| ↘1908 | ↗1924 | ↘1890 | ↘1842 | ↗1971 | ↘1918 | ↗1921 |
| 2025  |       |       |       |       |       |       |
| ↘1915 |       |       |       |       |       |       |

## Состав
| № | Населённый пункт | Тип населённого пункта       | Население |
| - | ---------------- | ---------------------------- | --------- |
| 1 | Ерси             | село, административный центр | ↘1504     |
| 2 | Зиль             | село                         | ↗467      |